# Birch (Wisconsin)
Birch es un pueblo ubicado en el condado de Lincoln en el estado estadounidense de Wisconsin. En el Censo de 2010 tenía una población de 594 habitantes y una densidad poblacional de 6,35 personas por km².

## Geografía
Birch se encuentra ubicado en las coordenadas 45°20′40″N 89°37′50″O / 45.34444, -89.63056. Según la Oficina del Censo de los Estados Unidos, Birch tiene una superficie total de 93.51 km², de la cual 92.31 km² corresponden a tierra firme y (1.29%) 1.21 km² es agua.

## Demografía
Según el censo de 2010, había 594 personas residiendo en Birch. La densidad de población era de 6,35 hab./km². De los 594 habitantes, Birch estaba compuesto por el 78.96% blancos, el 13.3% eran afroamericanos, el 0.84% eran amerindios, el 0.51% eran asiáticos, el 0% eran isleños del Pacífico, el 2.36% eran de otras razas y el 4.04% pertenecían a dos o más razas. Del total de la población el 4.71% eran hispanos o latinos de cualquier raza.